# Belalora
Belalora é um gênero de gastrópodes pertencente a família Mangeliidae.

## Espécies
- Belalora cunninghami (E. A. Smith, 1881)
- Belalora striatula (Thiele, 1912)[2]
- Belalora weirichi (Engl, 2008)

Espécies trazidas para a sinonímia
- Belalora thielei Powell, 1951:[3] sinônimo de Oenopota cunninghami (Smith, E.A., 1881)